# Міністерство фінансів Норвегії
Міністерство фінансів Норвегії (норв. Finansdepartementet) — відомство уряду Норвегії, що планує та здійснює економічну політику, координує роботу державного бюджету, забезпечує отримання урядом податків і зборів, а також здійснює моніторинг та розробку правил нагляду та діяльності на фінансових ринках.
Міністерство фінансів було створено у 1814 році, після того як Норвегія оголосила себе незалежною державою. Офіс міністерства знаходиться в Осло в Урядовому кварталі за адресою Akersgata 40. Очільником міністерства з 16 жовтня 2013 року є міністр фінансів Сів Єнсен з Партії прогресу .

## Підрозділи
Міністерство поділено на шість департаментів. У ньому працює понад 300 працівників, більшість з яких є економістами, юристами або цивільними економістами.
- Економічний департамент. Координує економічну політику та формує межі використання коштів у державному бюджеті. Цей відділ відповідає за підготовку прогнозів щодо економічного розвитку в Норвегії та формування національного бюджету на основі цих прогнозів. Відділ також займається довгостроковими прогнозами економіки. Відділ також відповідає за формування монетарної політики та веде фінансову статистику економіки Норвегії.[4]
- Фінансовий департамент. Відповідає за підготовку державного бюджету (щороку восени) та перегляд змін до бюджету (щороку взимку). Фінансовий департамент ділиться на три бюджетних секція, секцію фінансового управління та секцію державного управління:[5]
  - Секція державного бюджету відповідає за координацію, аналіз та подання для затвердження державного бюджету.
  - Секція економічного управління відповідає за підготовку щорічного звіту про державні рахунки.
  - Секція промисловості відповідає за підготовку бюджетного фінансування Міністерства торгівлі та промисловості, Міністерства нафти та енергетики, Міністерства риболовлі та берегових справ, Міністерства продовольства і сільського господарства та Міністерства клімату та навколишнього середовища.
  - Секція соціального управління за підготовку бюджетного фінансування Міністерства праці та соціального забезпечення, Міністерства охорони здоров'я, Міністерства місцевого самоврядування та модернізації, Міністерства дітей та рівності і Міністерства освіти та досліджень.
  - Секція державного управління за підготовку бюджетного фінансування Міністерств державного управління, реформи та у справах церкви, Міністерства культури, Міністерства фінансів, Міністерства юстиції та державної безпеки, Міністерства транспорту і зв'язку, Міністерства закордонних справ та Міністерства оборони.
- Департамент податкового права відповідає за податкове законодавство та управління Агентством з податків, Митним управління і Державним депозитним центром. Департамент також готує нормативно-правові акти та циркуляри, що уточнюють податкове законодавство та несе відповідальність за роботу з їхньою зміною.[6]
- Департамент податкової економіки аналізує результати податкової системи, а також відповідає за розрахунки доходів у сфері державної податкової і фіскальної політики.[7]
- Департамент фінансових ринків[8]
- Департамент управління активами розробити інвестиційну стратегію для Державного пенсійного фонду Норвегії та Державного глобального пенсійного фонду.[9]

Підвідомчі установи Міністерства фінансів:
- Центральне статистичне бюро Норвегії
- Фінансовий наглядовий орган Норвегії
- Норвезька митна служба
- Норвезька податкова адміністрація
- Управління фінансового менеджменту
- Національний фонд страхування